# 加告兹自治区区旗
加告兹自治区区旗自1995年以来一直曾经是加告兹共和国的旗帜，被摩尔多瓦议会确认为自治区区旗。 俗称“天旗”，是一种蓝白红色的三色旗，带有更宽的蓝色条纹，带有三颗三角形排列的黄色星星。 整体象征性而论，但明显可能代表摩尔多瓦三个加告兹城市。 三色让人联想起在加戈齐亚流行的俄罗斯国旗。这个问题引起了加告兹和摩尔多瓦政治家之间的摩擦。

## 简介
尽管加告兹民族主义的兴起可以追溯到1900年，当时它反对沙皇专制制度，独立的符号为加告兹人和其领土是比较新的。 1991年在苏联解体之前和之后记录了加戈齐亚的一些民族和半官方旗帜，一般以灰狼（或“bozkurt”）为特征。 该品种旗被争议污染，被解读为对泛突厥主义和文献记载齐名的极右翼团体。 他们在2000 - 2010年没有使用该旗帜，但在接下来的十年里，再度流行起来。 2017年，加告兹自治区行政长官伊琳娜·威拉建议将红头狼的旗帜作为具有官方地位的“历史旗帜”引入。 如果获得通过，该决议不会取代“天空旗”。